# 시그리드 (가수)
시그리드(Sigrid, 1996년 9월 5일 ~ )는 노르웨이의 싱어송라이터이다. 싱글 "Don't Kill My Vibe"와 영화 《저스티스 리그》 수록곡 "Everybody Knows"를 통해 전세계적으로 이름을 알렸다. BBC 사운드 오브 2018 우승자이다. 2019년 3월, 데뷔 앨범 Sucker Punch를 발매하여 앨범은 노르웨이 차트 1위, UK 앨범 차트 4위에 올랐다.

## 음반 목록

### 정규 음반
- Sucker Punch (2019)
- How to Let Go (2022)

### EP
- Don't Kill My Vibe (2017)
- Raw (2018)